# La Mémoire courte
Pour l’article homonyme, voir La Mémoire courte (film, 1963).
Pour plus de détails, voir Fiche technique et Distribution.
La Mémoire courte est un film franco-belge d'Eduardo de Gregorio, sorti en 1979.

## Synopsis
Judith Mesnil, interprète à l'UNESCO, est amenée à enquêter sur la mort prétendument accidentelle de l'écrivain Marcel Jaucourt, dont on l'a chargée de rassembler les derniers écrits. Elle apprend que le défunt préparait un ouvrage sur certains nazis réfugiés en Amérique latine et avait découvert qu'un individu aux multiples identités leur procurait de faux passeports afin qu'ils puissent regagner l'Europe incognito. De Paris à Bruxelles, l'enquête de Judith la met à la fois sur la piste du mystérieux passeur et dans une situation critique.  

## Fiche technique
- Titre original : La Mémoire courte
- Réalisation : Eduardo de Gregorio
- Scénario : Eduardo de Gregorio, Edgardo Cozarinsky
- Décors : Éric Simon
- Costumes : Hilton McConnico
- Photographie : William Lubtchansky
- Son : Pierre Lorrain, Henri Morelle
- Montage : Nicole Lubtchansky
- Musique : Michel Portal
- Production : Alain Dahan
- Sociétés de production : Paradise Films (Belgique), Orion Promotion (France), Unité Trois (France)
- Sociétés de distribution : Orion Promotion (France), Unité Trois (France), CREDO (France), Les Films Grandvilliers (France), Cinémyr (France), Perspectives du cinéma français, Urban Distribution International (étranger)
- Pays d’origine :  France,  Belgique
- Tournage : 
  - Langue : français
  - Période prises de vue : 11 septembre au 20 octobre 1978[1]
  - Extérieurs : Bruxelles, Paris
- Format : 35 mm — couleur par Eastmancolor — 1.66:1 — son monophonique
- Genre : Film dramatique, Thriller
- Durée : 105 minutes
- Dates de sortie :  mai 1979[2],  30 septembre 1979 (New York Film Festival[3])
- (fr) Classifications CNC : tous publics, Art et Essai (visa d'exploitation no 49791 délivré le 1er juillet 1980)

## Distribution
- Nathalie Baye : Judith Mesnil
- Philippe Léotard : Frank Barila/M. Mann/Androsz/Jaeder
- Bulle Ogier : Geneviève Derhode
- Jacques Rivette : l'écrivain Marcel Jaucourt
- Hermine Karagheuz : madame Jaucourt
- Eduardo Manet : le général San Juan
- Xavier Saint-Macary : le mari de Judith
- Adrian Brine : monsieur Mann
- Benoît Jacquot : le secrétaire de Mann
- Frédéric Mitterrand : le membre de l'OAS
- Martine Simonet

## Sélections
- 1979 : Quinzaine des réalisateurs